# 徳島フェリー
徳島フェリー（とくしまフェリー）は、共同汽船、共正汽船の2社が共同運航していたフェリー航路。当時、阪神 - 徳島・小松島間の旅客船航路を運航していた三社のうち、関西汽船を除く二社によって開設された。

## 沿革
- 1965年8月20日 - 新造フェリー「あわ丸」「いずみ丸」の2隻で航路開設[2]。
- 1969年10月 - 新造フェリー「とくしま丸」就航により増便。(3隻11往復)

個札(徒歩)旅客の取扱開始、南海電気鉄道との船車連絡開始。
- 1985年6月8日 - 大鳴門橋の開通により減船・減便。(1隻4往復)
- 1993年5月31日 - 航路休止。

## 航路
- 深日港 - 徳島港（距離63km）[4]
- 所要時間 2時間30分
- 運賃（廃止時）大人2等 1,410円 2等特別室使用料 940円[5]
- 深日港と四国を結ぶ航路としては、1948年から1956年まで関西汽船のち南海観光汽船による小松島航路(旅客船)が存在した[3]が、直接の関連はない。

## 船舶
- あわ丸 (共同汽船)

波止浜造船建造、1965年8月竣工、1965年8月20日就航、1987年日本船舶明細書より削除
1,051.22総トン、全長68.07m、幅14.8m、深さ4.4m、主機ディーゼル2基、機関出力3,000ps、最大速力16.5ノット、航海速力15ノット
船客定員595名、トラック26台
- いずみ丸 (共正汽船)

1965年竣工、1965年8月20日就航、2000年フィリピンへ売船
- とくしま丸 (共同運航)

三菱重工業下関造船所建造、1969年10月竣工、1969年10月就航、1999年ベリーズへ売船
1,257.1総トン、全長69.51m、幅14.8m、深さ4.5m、主機ディーゼル2基、機関出力3,720ps、最大速力16.97ノット、航海速力15.1ノット
船客定員618名、乗用車9台トラック22台